# نیکول مونیوز
نیکول مونیوز (انگلیسی: Nicole Muñoz؛ زادهٔ ۲۴ ژوئن ۱۹۹۴) بازیگر اهل کانادا است. وی از سال ۲۰۰۴ میلادی تاکنون مشغول فعالیت بوده‌است.
از فیلم‌ها یا برنامه‌های تلویزیونی که وی در آن نقش داشته‌است، می‌توان به دختری چون من: داستان گوئن آرائوخو، دفاینس، روزی روزگاری، یک داستان سیندرلایی دیگر، پری دندان، مترسک، چهار شگفت‌انگیز، مارمادوک، سخت‌افزار و آخرین میمزی اشاره کرد.